# Sinh thái học cảnh quan
Sinh thái học cảnh quan  là ngành khoa học về nghiên cứu và cải thiện mối quan hệ giữa các quá trình sinh thái trong môi trường và các hệ sinh thái cụ thể. Điều này được thực hiện trong một loạt các quy mô cảnh quan, các mô hình không gian phát triển và mức độ tổ chức nghiên cứu và chính sách.
Là một lĩnh vực liên ngành trong hệ thống khoa học, sinh thái học cảnh quan bao gồm các phương pháp tiếp cận sinh lý và phân tích với quan điểm nhân văn và toàn diện trong các ngành khoa học tự nhiên và khoa học xã hội. Cảnh quan là các khu vực địa lý khác thể về mặt địa lý, đặc trưng bởi các hệ sinh thái và hệ sinh thái tương đối tự nhiên, từ hệ thống thủy sinh và  cảnh quan thiên nhiên như rừng, đồng cỏ và hồ đến môi trường do con người tạo nên như các khu nông nghiệp và đô thị.  
Các đặc điểm nổi bật nhất của sinh thái học cảnh quan là nhấn mạnh vào mối quan hệ giữa mô hình, quy trình và quy mô, và tập trung vào các vấn đề sinh thái và môi trường quy mô rộng. Điều này yêu cầu sự liên kết giữa khoa học sinh lý và kinh tế xã hội. Các chủ đề nghiên cứu chính trong sinh thái cảnh quan bao gồm các dòng sinh thái trong tổ hợp cảnh quan, sử dụng đất, thay đổi độ che phủ đất, mở rộng quy mô, nghiên cứu mô hình cảnh quan cùng các quá trình sinh thái, bảo tồn cảnh quan và tính bền vững.

## Thuật ngữ
Thuật ngữ tiếng Đức "Landschaftsökologie" mang ý nghĩa cảnh quan sinh thái học được đặt ra bởi nhà địa lý học người Đức- Carl Troll năm 1939. Ông phát triển thuật ngữ này và nhiều khái niệm về sinh thái cảnh quan, bao gồm việc giải thích các hình ảnh được chụp trên không, phục vụ cho việc nghiên cứu về mối liên quan giữa môi trường và thảm thực vật.

## Thuật ngữ quan trọng
Sinh thái học cảnh quan không chỉ tạo ra các thuật ngữ mới, mà còn kết hợp các thuật ngữ sinh thái hiện có theo những cách mới. Nhiều thuật ngữ được sử dụng trong sinh thái học cảnh quan được liên kết và liên quan với nhau theo quy luật.